# Trophée des Grimpeurs 1993
Il Trophée des Grimpeurs 1993, sessantasettesima edizione della corsa e valida come evento del circuito UCI categoria 1.4, si svolse il 2 maggio 1993 su un percorso di 93 km. Fu vinto dal francese Thierry Claveyrolat che terminò la gara in 2h31'40", alla media di 36,79 km/h.

## Ordine d'arrivo (Top 10)
| Pos. | Corridore           | Squadra   | Tempo    |
| ---- | ------------------- | --------- | -------- |
| 1    | Thierry Claveyrolat | GAN       | 2h31'40" |
| 2    | Didier Rous         | GAN       | a 56"    |
| 3    | Éric Caritoux       | Chazal    | a 1'02"  |
| 4    | Laurent Bezault     | GAN       | s.t.     |
| 5    | François Simon      | Castorama | s.t.     |
| 6    | Eddy Seigneur       | GAN       | s.t.     |
| 7    | Eddy Bouwmans       | Novemail  | a 1'10"  |
| 8    | Atle Kvålsvoll      | Subaru    | a 1'14"  |
| 9    | Emmanuel Magnien    | Castorama | a 1'18"  |
| 10   | Gilles Talmant      | Novemail  | a 1'58"  |